# August Sander
August Sander, född 17 november 1876 i Herdorf, död 20 april 1964 i Köln, var en tysk fotograf. Sander, som verkade inom riktningen nya sakligheten, är en av de mest betydelsefulla fotograferna under 1900-talet. Hans Menschen des 20. Jahrhunderts anses vara epokgörande. 